# Misumenoides gerschmanae
Misumenoides gerschmanae là một loài nhện trong họ Thomisidae.
Loài này thuộc chi Misumenoides. Misumenoides gerschmanae được Cândido Firmino de Mello-Leitão miêu tả năm 1944.